# Richie Havens

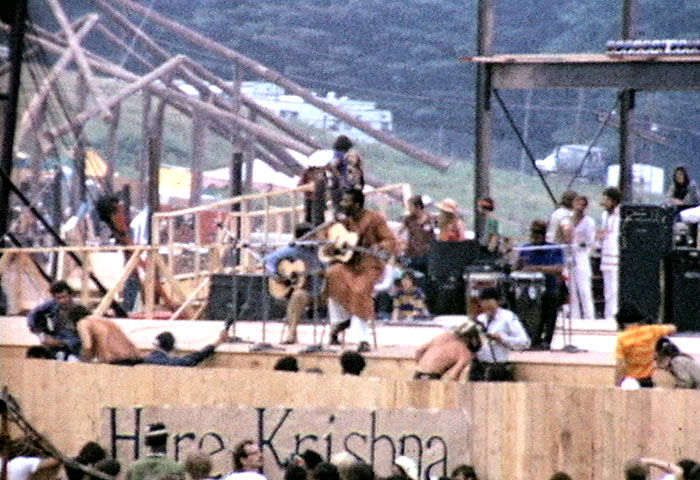
Richie Havens (na głównej scenie) w 1969 na Festiwalu w Woodstock

Richie Havens (ur. 21 stycznia 1941 w Nowym Jorku, zm. 22 kwietnia 2013 w Jersey) – amerykański piosenkarz folkowy, gitarzysta. Wyróżniającą się cechą muzyki Havensa jest emocjonalny, bardzo rytmiczny styl gry na gitarze. Richie znany był z uczuciowych interpretacji piosenek folkowych i popowych.

## Kariera
Na początku Havens wypłynął w Greenwich Village na scenie folkowej, która wypromowała też Joan Baez i Boba Dylana. W 1967, Havens, jak kilku innych artystów z Greenwich Village podpisał kontrakt z Verve Records i wydał kilka płyt, zauważonych w lokalnym środowisku. W 1969 r. Havens otworzył Festiwal w Woodstock, mimo że początkowo miał wystąpić jako piąty. Jego występ wzbudził powszechny aplauz i wykonywał bis za bisem, aż zabrakło mu piosenek. W końcu zdecydował się zaimprowizować wersję "Sometimes I Feel Like a Motherless Child", do której dodał powtarzający się wiele razy wers ze słowem freedom (wolność). Piosenka ta ukazała się na filmie Woodstock:3 Days of Peace & Music i stała się międzynarodowym hitem.

## Styl
Havens został zauważony dzięki dużej biegłości i specyficznym stylu gry na gitarze. Często w jego utworach słychać dźwięk bębna, który tak naprawdę jest jego rytmicznym tupaniem o podłogę.
Richie Havens rzadko pisał własne piosenki. Często interpretował na swój sposób utwory innych artystów, jak np. Bob Dylan czy The Beatles.

## Dyskografia
- A Richie Havens Record (1965)
- Electric Havens (1966)
- Mixed Bag (February 1967)
- Something Else Again (1968)
- Richard P. Havens, 1983 (1969)
- Stonehenge (1970)
- Alarm Clock (1971)
- The Great Blind Degree (1971)
- Richie Havens on Stage (1972)
- Portfolio (1973)
- Mixed Bag II (January 1975)
- The End of the Beginning (1976)
- Mirage (1977)
- Connections (1980)
- Common Ground (1983)
- Simple Things (1987)
- Sings Beatles and Dylan (1987)
- Live at the Cellar Door (1990)
- Now (1991)
- Cuts to the Chase (1994)
- Time (1999)
- Wishing Well (April 2002)
- Grace of the Sun (2004)
- I'm Not There Soundtrack (2007)
- Nobody Left to Crown (2008)